# Fabio Presca
Fabio Presca, né le 4 décembre 1930, à Trieste, en Italie et décédé le 16 février 2008, à Selvazzano Dentro, en Italie, est un ancien joueur et dirigeant italien de basket-ball.

## Palmarès
- 3e des Jeux méditerranéens 1951